# Etelvina Andreu
Etelvina Andreu Sánchez (Alicante, 6 de marzo de 1969) es una política española. En 2007 fue la candidata a la alcaldía de Alicante por el Partido Socialista del País Valenciano (PSPV), no consiguiendo los votos suficientes para ser alcaldesa. En 2008 fue designada Directora General de Consumo del Gobierno de España, cargo que terminó en 2011 con la llegada a la presidencia del Gobierno de Mariano Rajoy.

## Biografía
Etelvina Andreu nació en el barrio alicantino de Benalúa el 6 de marzo de 1969. Militante del PSPV-PSOE desde el año 1997, es licenciada en Ciencias Físicas por la Universidad de Valencia (1987-1992) y doctora en Medicina por la Universidad de Alicante (1992-1997). Profesionalmente ha trabajado, primero como investigadora en la Universidad de Alicante, y posteriormente como profesora en el Instituto de Bioingeniería de la Universidad Miguel Hernández, hasta que en 2004 asumió el cargo de Subdelegada del Gobierno en la provincia de Alicante. En 2007 es sustituida por Encarnación Llinares tras ser elegida portavoz del PSPV-PSOE y, por ende, candidata a la alcaldía de Alicante por los socialistas. En el acto de presentación estuvo acompañada por María Teresa Fernández de la Vega, Leire Pajín y el científico Bernat Soria, el cual fue su profesor durante su época estudiantil.
Perdió las elecciones de 2007 por 4.000 votos de diferencia con el Partido Popular, cuyo portavoz, Luis Díaz Alperi, volvió a obtener una nueva mayoría absoluta repitiendo mandato por cuarta vez, consiguiendo 15 de los 29 regidores del consistorio, delante de los 14 de los socialistas. No obstante, el resultado de los socialistas fue de un 41%, el mayor porcentaje alcanzado desde 1983, después de que fuera alcalde de Alicante José Luis Lassaletta.
Andreu continuó su profesión política como jefa de la oposición en el consistorio alicantino hasta 2008, cuando el ministro Bernat Soria la nombra Directora General de Consumo del Ministerio de Sanidad y Consumo, cargo que ocupó con la ministra Trinidad Jiménez hasta 2011, año en el que Mariano Rajoy llega a la presidencia del gobierno español, pasando a ocupar su puesto Pilar Farjas. Mientras, en el grupo socialista del ayuntamiento, fue sustituida como portavoz por Roque Moreno.